# Rubicon, Wisconsin
Rubicon là một thị trấn thuộc quận Dodge, tiểu bang Wisconsin, Hoa Kỳ. Năm 2010, dân số của thị trấn này là 2.174 người.